# Alchemilla aemula
Alchemilla aemula é uma espécie de rosácea do gênero Alchemilla, pertencente à família Rosaceae.